# El Alamín (Madrid)
El Alamín es un despoblado del municipio español de Villa del Prado, en la Comunidad de Madrid.

## Historia
Fue construido en 1957 para albergar a trabajadores del marqués de Comillas. Ubicado en el municipio de Villa del Prado, quedó despoblado hacia el año 2000. Varias viviendas presentan destrozos y vandalismos. En 2023 tanto la entidad singular como el núcleo de población de Alamín tenían empadronados 0 habitantes.